# Das (Spagna)
Das è un comune spagnolo di 151 abitanti situato nella comunità autonoma della Catalogna. Fa parte della regione storica nota come Cerdagna.